# Ипсилокастро
Ипсилокастро (грч. Υψηλόκαστρο) је насељено место у општини Паранести у. године имало  периферији Источна Македонија и Тракија, Грчка. Према попису из 2021. године било је 16 становника.
Ипсилокастро је 1913. године имало 50 житеља Турака. Године 1923. турско становништво је принудно исељенo у Турску а на њихово место је насељено око 50 грчких избегличких породица, којих је на попису из 1928. године било 205. Село се раније звало Балкалар.